# 데릭 맥컬리
데릭 앨런 맥컬리(Derek Allen Macaulay)는 캐나다의 육군 장성이며 유엔군사령부 부사령관이다.

## 생애
맥컬리 장군은 캐나다 태생이며, 군1989년 12월 장교 후보생 훈련 프로그램에 참여하여 캐나다 군에 입대했으며 기갑 병과로 임관하였다. 그는 2015년 4월부터 2016년 3월까지 이라크 연합군 지상구성군 사령부 참모총장을 역임했으며 2017년 5월 캐나다 제5사단(이명:Mighty Maroon Machine)의 사단장으로 진급하였다. 그는 2019년 7월 5일 캐나다 육군 부사령관으로 임명되었으며 2019년 7월 24일부터 웨인 에어 국방 참모총장 대행이 임명된 이후 캐나다 육군 사령관 대행 및 육군 참모총장을 역임했다. 2021년 2월부터 2021년 4월 19일까지  미셸 앙리 생루이 소장이 그의 뒤를 이어 그 역할을 맡았다. 2023년 12월 말, 그는 앤드류 해리슨 영국군 중장의 후임으로 유엔사령부 부사령관에 임명되었다. 유엔군 부사령관직에 임명되면서 캐나다군은 맥컬리 소장을 중장으로 진급시켰으며, 이는 웨인 에어 이후 두 번째 캐나다군 출신 유엔사 부사령관이 된다.